# Viničné
Viničné (Hongaars:Hattyúpatak) is een Slowaakse gemeente in de regio Bratislava, en maakt deel uit van het district Pezinok.
Viničné telt 1608 inwoners.